# Фарфан, Сальвадор
Сальвадо́р Фарфа́н Виге́рас (исп. Salvador Farfán Vigueras; 22 июня 1932, Мексика — 7 марта 2023) — мексиканский футболист, играл на позиции полузащитника, участник чемпионата мира 1962 года.

## Биография

### Клубная карьера
Фарфан всю карьеру играл на родине за несколько клубов среди которых были «Реал Эспанья» (1949—1950), «Америку» (1950—1954), «Атланте» (1954—1955, 1960—1963), «Депортиво Куаутла» (1955—1960) и «Сакатепек» (1963—1965).

### Карьера в сборной
В составе сборной Мексики принимал участие на чемпионате мира 1962 года, но на турнире был запасным и на поле не вышел.

### Смерть
Скончался 7 марта 2023 года в возрасте 90 лет.